# Schloss Möhren
Schloss Möhren is een middeleeuws Duits jachtslot waarvan de geschiedenis teruggaat tot de 12e eeuw. Het kasteel is privébezit. De huidige eigenaren bewonen zelf het kasteel en hebben vier woningen ingericht als vakantiehuizen.

## Landgoed
Het totale landgoed is 4,5 ha groot. Op het erfgoed staat het jachtslot met ronde toren, een zuid- en noordtoren en een voormalig Guthaus (tegenwoordig woonhuis) met aansluitend bijgebouwen. Het gesteente waaruit sommige delen van de bijgebouwen bestaat stamt uit de Jura tijd. De fundamenten van het kasteel staan zijn uit 1137. Delen daarvan zijn zichtbaar in de oude vluchtgang van het kasteel. Het gehele kasteel, Guthaus, kasteeltorens en bijgebouwen zijn in 18 honderd gerenoveerd.

## Kasteeltorens
Het landgoed heeft drie torens. Een kasteeltoren en een noord- en zuidtoren. De zuidtoren, die stamt uit 1300 is de oude toegangspoort met Pappenheimerwapen. De noord- en zuidtoren kan men huren, de kasteeltoren is alleen te bezichtigen tijdens een rondleiding.

## Schweizerhaus en Schloss Ranch
Op het landgoed ligt een vrijstaande woning 'het Schweizerhaus'. In de 15e eeuw hebben hier Schweizers gewoond. Een Schweizer was iemand die buiten zijn landsgrenzen een speciaal beroep uitoefende. Naast het Schweizerhaus ligt het oude schaapsschuur / Schloss Ranch met oude paardenstallen en een verlaten smederij. De Schloss Ranch heeft nog de originele houten draagconstructie uit de 18e eeuw.

## Ligging
Schloss Möhren ligt in Zuid-Duitsland, Beieren, Mittel-Franken, zo'n 60 km ten zuiden van Nürnberg en 120 km boven München. Door de meteoriet inslag in Nördlingen 15 miljoen jaar geleden is een heuvelachtig landschap ontstaan wat we het huidige 'Altmühltal' noemen. Schloss Möhren ligt in het hart van het Altmühltal en aan de Romantische Strasse.

## Legende van Armgard en de gouden sleutel
De mythe van de maagd Armgard met de gouden sleutel stamt uit de 12e eeuw. De legende vertelt het verhaal van de dappere ridder Heinz en zijn mooie dochter Armgard die haar moeder veel te jong is verloren. 
Het verdriet van dat verlies doet Armgard besluiten nooit te trouwen. Om aanbidders niet keer op keer te moeten teleurstellen laat zij een sleutel van goud van haar slaapkamerdeur maken en verstopt deze. Armgard is zo overtuigd van haar verstopplek dat zij durft te beweren dat degene die de gouden sleutel vindt mag met haar trouwen. 
Jarenlang proberen ridders zonder resultaat hun geluk tot de sluwe ridder Kunz het slimme plan heeft een verdovende poeder in de wijn van de dienstmeid van Armgard te doen en zo toegang te krijgen tot de gouden sleutel. 
Wanneer ridder Kunz zelfverzekerd en hooghartig met de gouden sleutel in z'n bezit de hand van Armgard en bijbehorend Schloss Moehren eist, besluit Armgard zich van het leven te beroven. Met de gouden sleutel in haar hand, zet ze de punt van de dolk op haar borst en stekt zichzelf vastberaden neer. 
Blind van woede betrekt ridder Kunz het kasteel Moehren. Waar hij echter niet op gerekend heeft is dat de spirit van Armgard ook na haar dood nog over haar kasteel en rijkdommen waakt. 
Na Armgards dood wordt ridder Kunz gekweld door nachtmerries waar een figuur in mist met in één hand een bebloede dolk en in de andere hand een gouden sleutel hem iedere nacht de stuipen op het lijf jaagt. 
Ridder Kunz schakelt de hulp in van een priester. Armgard daagt ridder Kunz en de priester uit voor een nachtelijk afspraak waar zij in een zwart rijtuig getrokken door 4 ravenzwarte paarden aan de kasteelpoort verschijnt en de heren uitdaagt voor een duel tussen kruis vs spreuk.
Als de mannen hun kruis tegen de geestverschijning heffen spreekt Armgard haar beschermende spreuk uit. Een spreuk die de meest kwade geest ten grond zal richten. De spreuk die ridder Kunz uitspreekt slaat als een boemerang terug op de meest kwade geest, ridder Kunz in dit geval, die totaal gestoord Schloss Moehren ontvlucht. 
Er wordt gezegd dat men vandaag de dag Armgard met in de ene hand een gouden sleutel en in de andere hand een dolk nog ronddwaalt om haar kasteel nog tegen het kwaad te beschermen. 
bron: Legende van Schloss Moehren

## Geschiedenis
De geschiedenis van het kasteel begint in 1137. De toen nog ridderburcht Möhren genoemd, grenzend aan het vorstendom van Ansbach, behoort tot het koninklijk grondbezit Monheim. De ridderorde is onderdeel van het Hertogdom Nürnberg. De eerste eigenaren zijn de edelen heren Otto en Heinrich Mern.

## Pappenheim
Schloss Möhren is een Pappenheimerschloss. Graaf Maximiliaan zum Pappenheim was de laatste Pappenheimer van Schloss Möhren. Hij bezat het landgoed van 1877 t/m 1966. Het wapen van de Pappenheimers is overal in de ramen en de poortdeur verwerkt. De zonnewijzer stamt uit 1877. Nog steeds duiken overal details op die verwijzen naar het verblijf van de Pappenheimers.

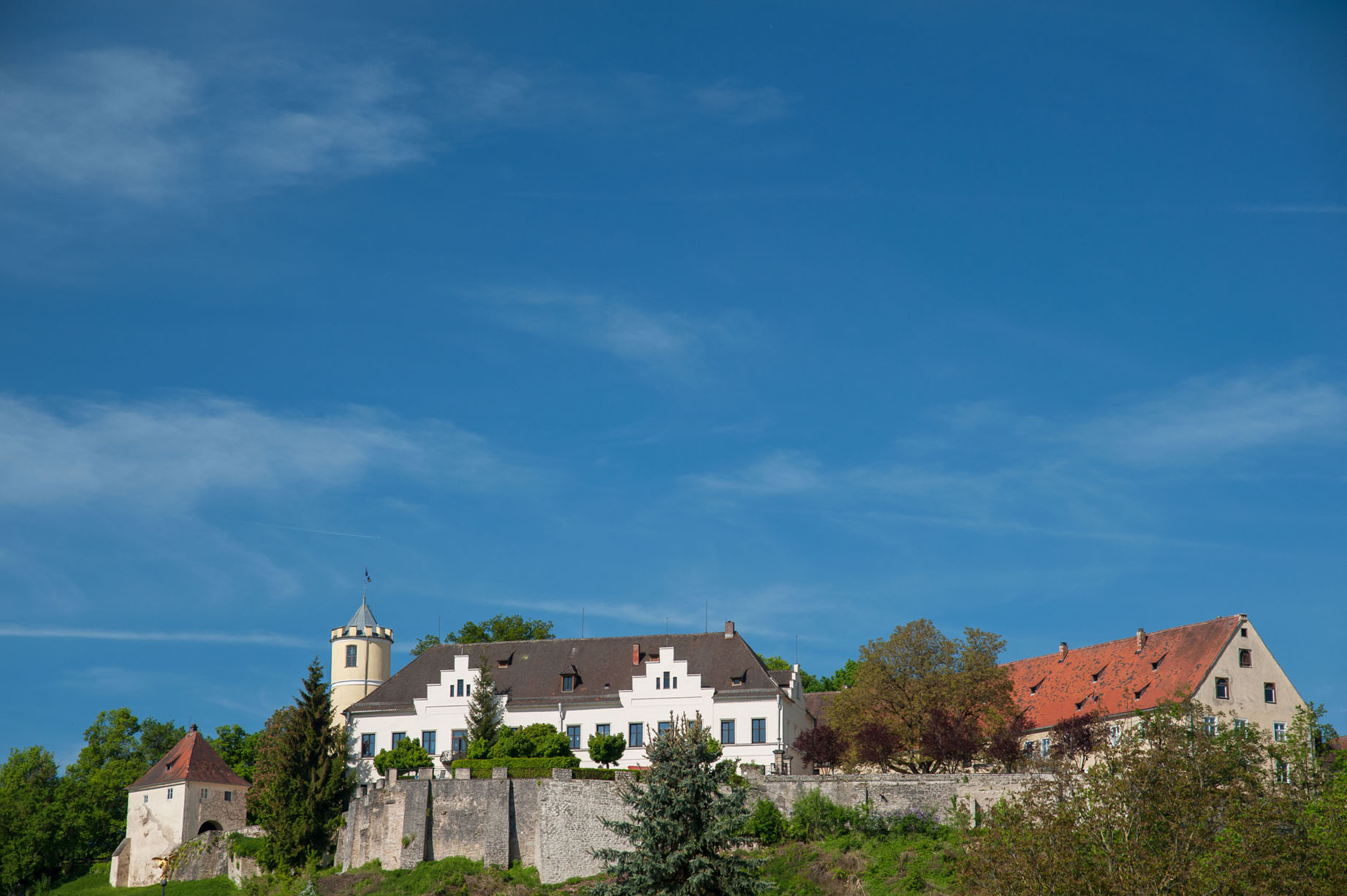
Schloss Möhren dorfansicht
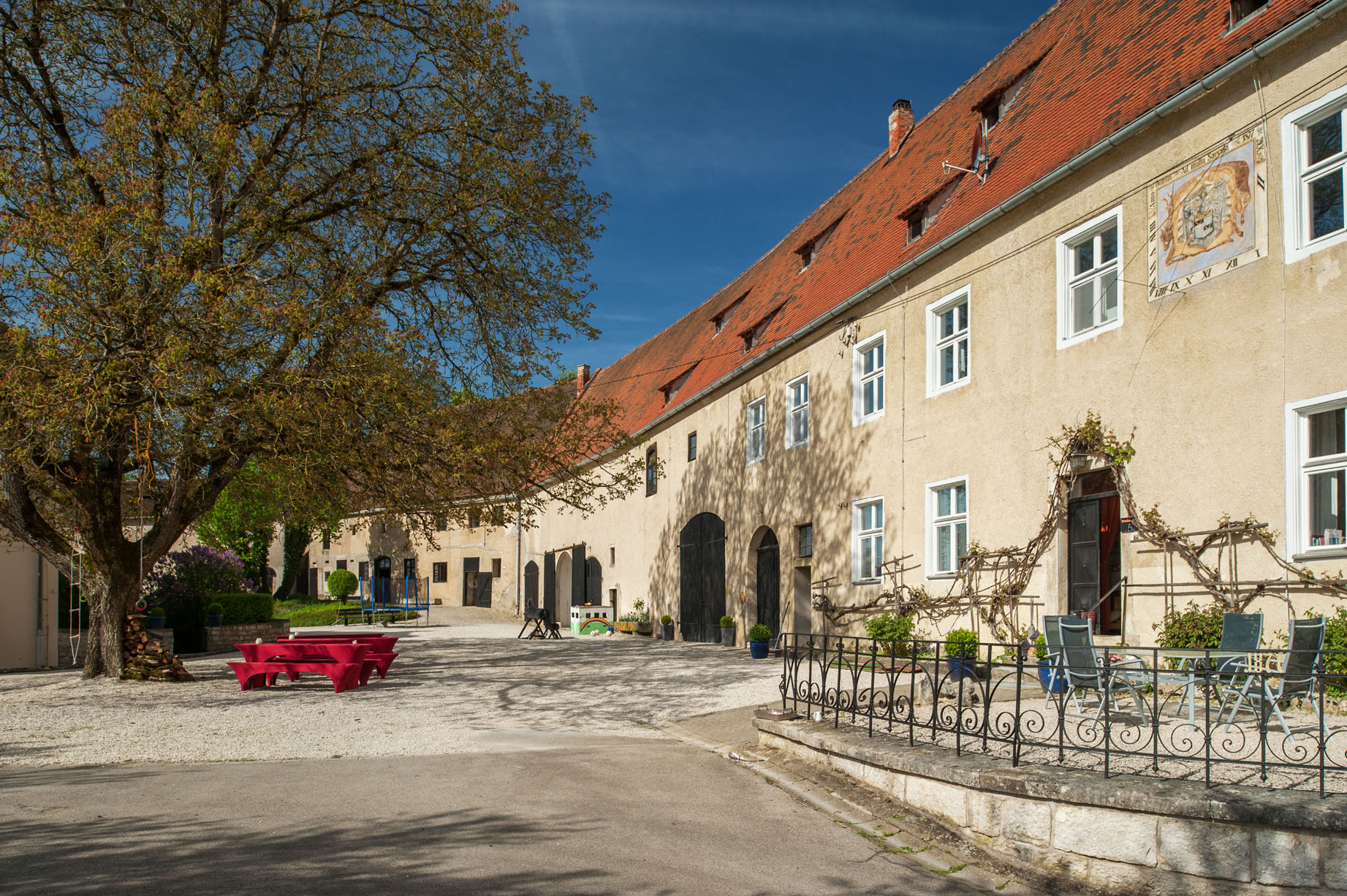
Guthaus Schloss Möhren